# Atilio François
Atilio François (22 de maio de 1922 – 27 de setembro de 1997) foi um ciclista uruguaio. Representou sua nação nos Jogos Olímpicos de 1948 e 1952.